# 滋賀県道233号米原停車場線
滋賀県道233号米原停車場線（しがけんどう233ごう まいばらていしゃじょうせん）は、滋賀県米原市を通る一般県道である。

## 概要
JR西日本・JR東海東海道本線・JR西日本北陸本線・JR東海東海道新幹線・JR貨物・近江鉄道本線 米原駅前から米原市米原に至る
新幹線がある米原駅西口が開け、こちらは土地が狭いせいか何もなく、かなり寂れている。

### 路線データ
- 起点：米原市米原（JR西日本・JR東海東海道本線・JR西日本北陸本線・JR東海東海道新幹線・JR貨物・近江鉄道本線 米原駅前）
- 終点：米原市米原（米原駅東口交差点、国道8号交点）
- 総延長：0.1 km

## 地理

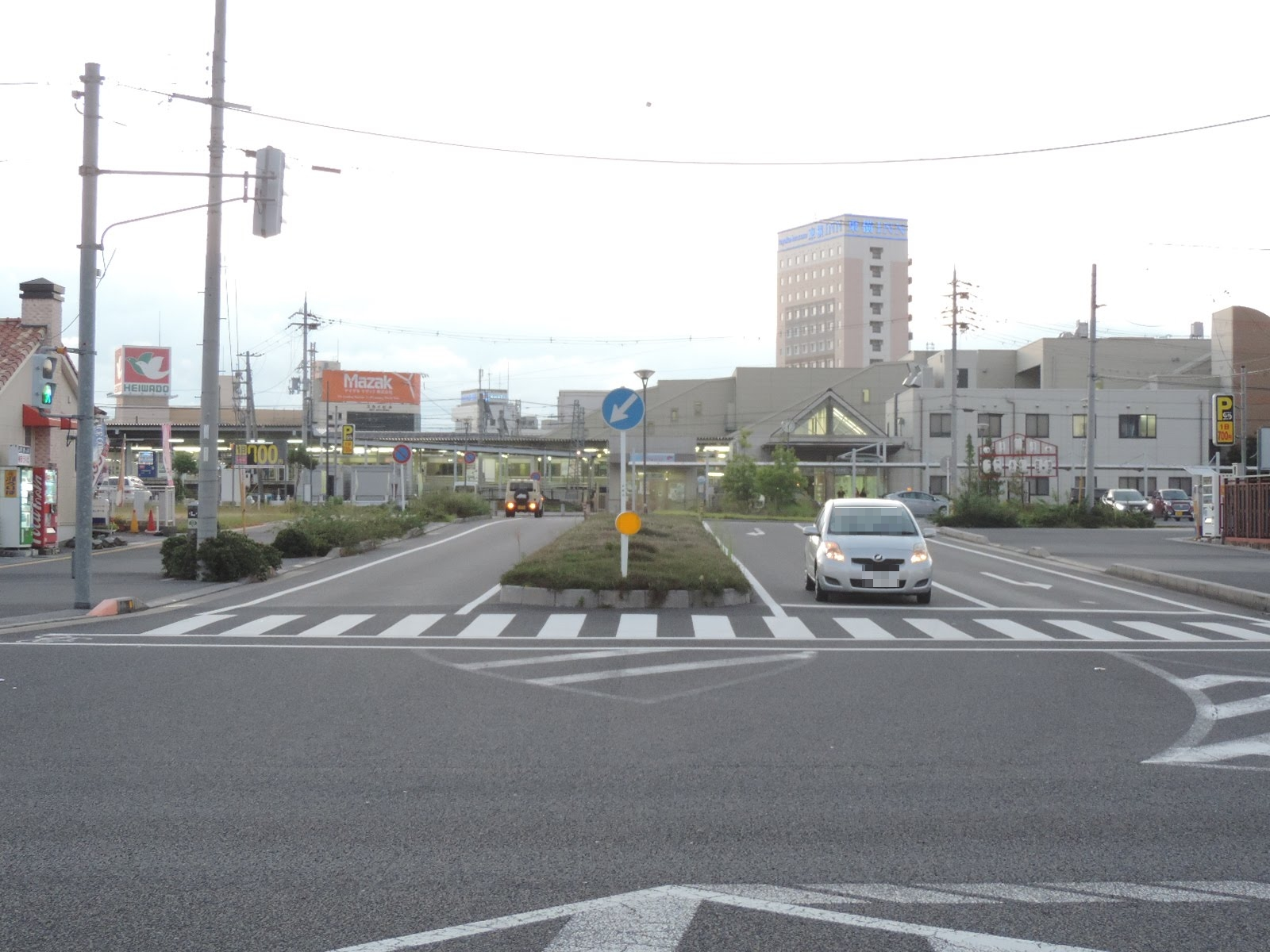
県道全景

### 通過する自治体
- 米原市

### 交差する道路
| 交差する道路          | 交差する場所 | 交差する場所            |
| --------------------- | ------------ | ----------------------- |
| 国道8号 旧中山道 重複 | 米原         | 米原駅東口交差点 / 終点 |

### 沿線
- JR西日本・JR東海東海道本線・JR西日本北陸本線・JR東海東海道新幹線・JR貨物・近江鉄道本線 米原駅
- 米原市役所
- 米原警察署（終点付近）